# 奥尼斯
奥尼斯，是西班牙阿斯图里亚斯的一个市镇。总面积75平方公里，总人口847人（2001年），人口密度11人/平方公里。